# Gary Yourofsky
Gary Yourofsky (pronunciado [jʊəˈrɒfski], Detroit, 19 de agosto de 1970), es un activista por los derechos de los animales y conferencista estadounidense.
Yourofsky fue patrocinado por Personas por el Trato Ético de los Animales (PETA por sus siglas en inglés) entre los años 2002-2005, y ha dado muchas conferencias públicas promoviendo el veganismo. En 2010, Yourofsky se popularizó rápidamente en todo el mundo (especialmente en Israel) tras el lanzamiento de un vídeo en YouTube que lo mostraba dando un discurso en el Instituto de Tecnología de Georgia, ya que el vídeo ganó millones de visitas y se ha traducido en decenas de idiomas diferentes. Yourofsky ha sido admirado por muchos y criticado por otros por sus supuestos puntos de vista extremos. Ha sido arrestado trece veces entre los años 1997-2001, y pasó setenta y siete días en una prisión de máxima seguridad canadiense en 1999, después de asaltar una granja de pieles en Canadá, salvando y liberando 1 542 visones en 1997.
El 30 de marzo de 2017, Yourofsky escribió en su página de Facebook: «Mi tanque está completamente vacío, por lo que ya no estaré en línea ni activo en ninguna otra función además de ayudar a estudiantes con proyectos sobre derechos de los animales y responder correos electrónicos de personas que comienzan sus viajes veganos.», anunciando el final de su vida como activista.

## Defensa de los derechos de los animales

### 1996–2001: Primeros años como activista
En 1996, Yourofsky fundó Animales Merecen la Protección Absoluta Hoy y Mañana (ADAPTT por sus siglas en inglés), una organización vegana opuesta a cualquier uso de animales. En 2001, la organización tenía alrededor de 2 200 miembros.
El 30 de marzo de 1997, Yourofsky, junto con cuatro miembros de Frente de Liberación Animal (ALF), asaltaron una granja de pieles en Blenheim, Ontario, Canadá, y liberaron a 1 542 visones, que iban a ser asesinados por su pelaje. Según los informes, el asalto causó daños estimados en C$ 500 000. Fue arrestado, juzgado y sentenciado a seis meses en una prisión canadiense de máxima seguridad en 1999. Fuera de los seis meses, Yourofsky pasó 77 días en prisión. La experiencia le afectó a Yourofsky, quien dijo que «[él] no era más que un animal en el zoológico. No fue agradable», y que ha reforzado «[su] empatía y comprensión de lo que estos animales atraviesan.»
En el otoño de 2000, Yourofsky recibió 10 000 dólares de PETA para financiar la emisión de un comercial contra «la empresa de esclavitud animal conocida como el circo». El comercial fue transmitido 69 veces en un canal de televisión local.
En 2001, Yourofsky comenzó a enfrentar problemas financieros, como una deuda de tarjeta de crédito de 30 000 dólares, que redujo su activismo durante tres meses.

### 2002–2005: Patrocinio de PETA
A principios de 2002, Yourofsky renunció como presidente de ADAPTT, debido a problemas financieros. Un día después de enviar su carta de renuncia, recibió una llamada telefónica de Ingrid Newkirk, presidenta de PETA, quien le ofreció un trabajo. Las negociaciones de empleo entre los dos concluyeron el 20 de mayo de 2002, con Yourofsky siendo el conferenciante oficial y nacional de la organización.
En 2002, Yourofsky le dijo a un periodista que apoyaría «inequívocamente» la muerte de investigadores médicos en incendios provocados con relación a la ALF.
En 2003, una conferencia de Yourofsky en la Universidad Estatal de East Tennessee fue cancelada como resultado de un altercado. Un miembro de la facultad había colocado una pila de panfletos en apoyo de pruebas con animales en un carrito fuera de la sala de conferencias. Después de que Yourofsky viera los panfletos, se intercambiaron palabras acaloradas. Yourofsky agarró el carro y lo empujó, causando que los panfletos se dispersaran por el piso. La conferencia fue cancelada y Yourofsky salió del edificio.

### 2005–presente: Abandona PETA y continúa con el activismo
Yourofsky fue invitado a dar una charla sobre «Veganismo ético» a una clase en la Universidad del Sur de Indiana el 2 de abril de 2007. El manual de la universidad contenía una disposición de que los conferencistas no deberían de abogar por la violación de ninguna ley federal o estatal, y un profesor de la universidad presentó material del sitio web de Yourofsky que descubrió que estaba infringiendo esa política al rector de la universidad, lo que resultó la cancelación de la conferencia de Yourofsky. Después de las objeciones de los defensores de la libertad de expresión en la escuela, la política fue revisada y Yourofsky dio su charla.
Parte del conocido discurso de Yourofsky sobre el veganismo fue presentado en la película contra el especismo de 2012, The Superior Human?
Yourofsky visitó Israel en septiembre de 2012 y fue entrevistado por la televisión israelí Canal 2. Las conferencias programadas para Yourofsky en las escuelas públicas fueron canceladas por el Ministerio de Educación israelí.
El sitio web de Yourofsky afirma que ha hecho 2 388 conferencias a más de 60 000 personas en 178 escuelas.

## Vida personal
Yourofsky nació en una familia judía en Detroit, Míchigan, Estados Unidos. Creció en Oak Park. Yourofsky tiene «un tatuaje gigante de sí mismo, con una máscara y sosteniendo un conejo, cubriendo la mayor parte de su antebrazo derecho.»
En una entrevista de 2013, Yourofsky se describió que era un «alborotador» en la escuela secundaria. Su sitio web declara que posee una B.A. en periodismo de la Universidad de Oakland.

## Controversias
En una entrevista de 2005, Yourofsky criticó a la Sociedad Humana de los Estados Unidos, las estrategias utilizadas por PETA, y su presidenta, Ingrid Newkirk. Yourofsky ha deseado que los usuarios de los animales y sus productos, como la leche, la carne, la piel o las pruebas, tengan el mismo destino que los animales. En justificación de sus creencias, Yourofsky explica que desea que aquellos que realizan actos malvados sufran las consecuencias. Yourofsky ha sido criticado por usar términos como «campos de concentración» y «Holocausto» en comparación con la industria cárnica y animal. A Yourofsky se le prohibió ingresar a Canadá y Gran Bretaña como resultado de su activismo, que incluyó la liberación de visones cautivos para ser sacrificados en una granja de pieles en Canadá. El 5 de diciembre de 2013, Yourofsky empujó la silla de un periodista y columnista israelí, Erel Segal del sitio web de noticias de Ma'ariv, después de una entrevista entre los dos cuando Yourofsky se dio cuenta de que Segal llevaba una chaqueta de cuero, lo que provocó que Segal cayera el piso. Yourofsky fue acusado de asalto, pero el juicio fue cancelado ya que Yoursofsky se había ido de Israel, renunciando a su fianza. Yourofsky dijo públicamente que había empujado a Segal en defensa propia.